# Lore Duwe

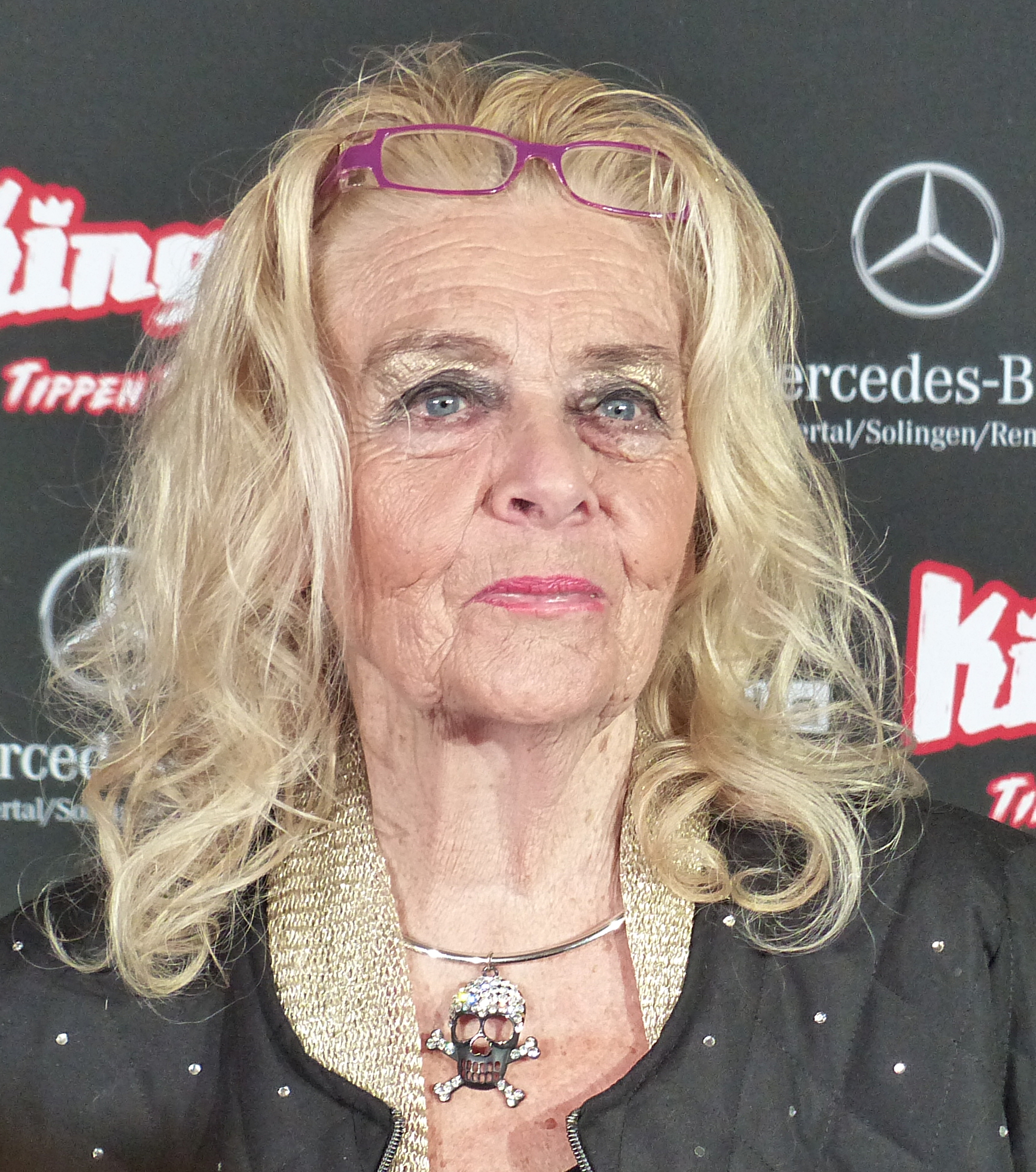
Lore Duwe bei der Deutschlandpremiere zu King Ping in Wuppertal (2013)

Hannelore „Lore“ Duwe, auch Hannelore Duwe-Scherwat (* 28. Februar 1935 in Elberfeld) ist eine deutsche Künstlerin.

## Leben
Lore Duwe wurde in Elberfeld geboren und wuchs auf dem Nützenberg auf. Gelernt hatte sie den Beruf der Industriekauffrau und stand seit ihrem 13. Lebensjahr als Tänzerin auf der Bühne. Hier zeigte sie Ballett, Jazz, orientalischer Tanz, Steppen und Modern Dance. In England machte sie eine Schauspielausbildung. Bei Lore Lorentz (Kom(m)ödchen Düsseldorf) nahm sie Unterricht in Chanson und Komödie.
Sie hatte einige Engagements bei zahlreichen Theater- und Filmproduktionen im In- und Ausland: Der Krieger und die Kaiserin, ein Film von Tom Tykwer, Dresden, Amundsen der Pinguin, Oslogrolls, Allein sowie zahlreiche Fernsehaufzeichnungen. Die letzte größere Filmproduktion war 2013 King Ping – Tippen Tappen Tödchen. Weiter war sie als Radiomacherin, Moderatorin und Autorin eigener Theaterstücke tätig. Sie spielte und führte Regie im „impuls-theater wuppertal“. Als Darstellerin und Tänzerin war sie im Werk Kontakthof für Damen und Herren ab 65 vom Tanztheater Pina Bausch. Für das Theater Freudenhaus im Essener Kulturzentrum Grend hat sie die beiden Komödien Zwei Witwen sehen rot und Drei alte Schachteln lassen’s krachen! verfasst.
Duwe ist auch als Übersetzerin von Texten in Wuppertaler Mundart tätig und moderiert seit 2006 die sogenannten „Plattkaller-Abende“ in Wuppertal. Von der regionalen Presse wird sie als Wuppertaler Original bezeichnet.
In der Elberfelder Innenstadt ist Duwe Inhaberin eines Damenbekleidungsgeschäftes.

## Werke als Sängerin
- Wuppertaler Lieder, 1993